# Équipe du Canada féminine de rugby à XV
L'équipe du Canada féminine de rugby à XV est une sélection des meilleures joueuses canadiennes. Elle participe au circuit international qui inclut la Coupe du monde, la Pacific Four Series et le WXV.
Le Canada a été finaliste de la Coupe du monde 2014.

## Histoire
L'équipe du Canada féminine de rugby à XV joue son premier match international en 1987 face à l'équipe des États-Unis. Elle remporte sa première victoire lors de la première Coupe du monde, en 1991 au pays de Galles, et termine cinquième. Depuis, la sélection canadienne a participé à toutes les éditions de la compétition.
À partir de 1993, elle organise régulièrement la Canada Cup, compétition qui lui permet de rencontrer les États-Unis et les meilleures équipes nationales mondiales. Des éditions ont lieu en 1996, 2000, 2003, 2004 et 2005.
En 1994, elle termine sixième de la Coupe du monde après une défaite lors du dernier match face à l'Écosse, qui accueille le tournoi. Quatre ans plus tard, les Canadiennes accèdent pour la première fois aux demi-finales de la Coupe du monde. Elles rééditeront cette performance lors des deux éditions suivantes, en 2002 et 2006, et finiront chaque fois à la quatrième place. En 2010, elle termine sixième de la Coupe du monde. Elle est finaliste en 2014.
En juillet 2025 à Ottawa, au cours de la préparation à la Coupe du monde, les Canadiennes établissent un nouveau record d'affluence en battant les USA (42-10) devant 11 453 spectateurs.

## Palmarès
| Édition | Organisateur            | Place |
| ------- | ----------------------- | ----- |
| 1991    | Pays de Galles          | 5e    |
| 1994    | Écosse                  | 6e    |
| 1998    | Pays-Bas                | 4e    |
| 2002    | Espagne                 | 4e    |
| 2006    | Canada                  | 4e    |
| 2010    | Angleterre              | 6e    |
| 2014    | France                  | 2e    |
| 2017    | Irlande Irlande du Nord | 5e    |
| 2021    | Nouvelle-Zélande        | 4e    |
| 2025    | Angleterre              |       |

| Édition | Place     |
| ------- | --------- |
| 2021    | Vainqueur |
| 2022    | 2e        |
| 2023    | 2e        |
| 2024    | Vainqueur |
| 2025    | 2e        |

## Principales personnalités
- Leslie Cripps, Raquel Eldridge, Heather McDonald, Rania Burns, Dawn MacDonald, Erika Smortchevsky, Gillian Florence, Katie Murray, Julia Suguwara, Kelly McCallum, Julie Foster, Kary Steele, Sarah Ulmer, Kristy Heemskerk, Mandy Marchak, Allison Lamoureux, Summer Yeo, Lesley McKenzie, Maureen MacMahon, Erin Dance, Maria Gallo, Heather Moyse, Magali Harvey

| Années    | Sélectionneurs  |
| --------- | --------------- |
| 1994      | Ian Humphreys   |
| 1998      | Roxanne Butler  |
| 1999-2003 | Ric Guggit      |
| 2006      | Neil Langevin   |
| 2010      | John Long       |
| 2013-2021 | François Ratier |
| 2022-     | Kévin Rouet     |